# Haswell (Colorado)
Haswell è un centro abitato (town) degli Stati Uniti d'America, situato nella contea di Kiowa dello Stato del Colorado. Nel censimento del 2000 la popolazione era di 84 abitanti.

## Geografia fisica
Secondo i rilevamenti dell'United States Census Bureau, Haswell si estende su una superficie di 2,2 km².